# Bahnhofstraße 21 (Arzberg)

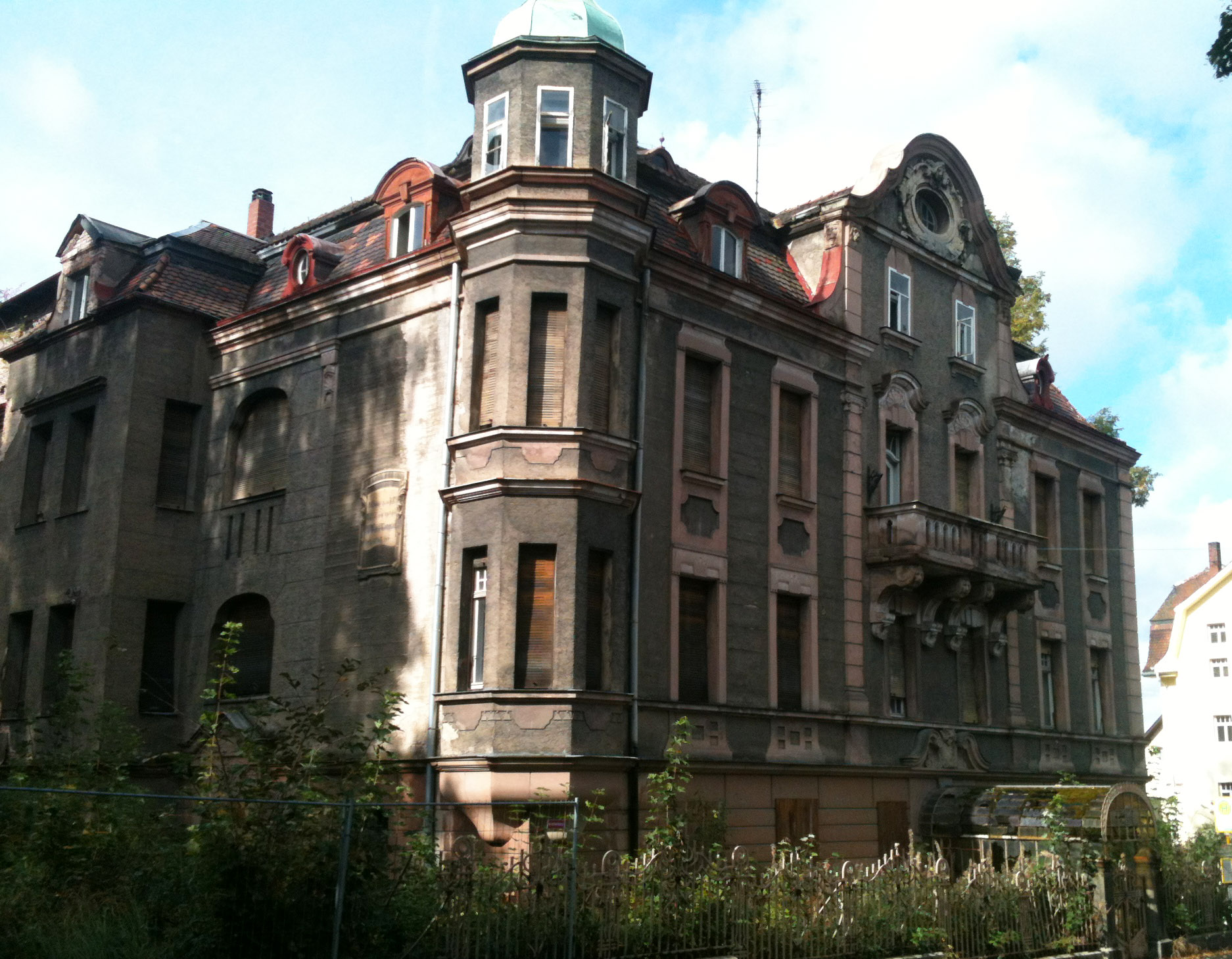
Haus Bahnhofstraße 21 in Arzberg (2012)

Das Gebäude Bahnhofstraße 21 (auch als Schumannvilla bezeichnet) in Arzberg, einer Stadt im oberfränkischen Landkreis Wunsiedel im Fichtelgebirge in Bayern, wurde 1905 errichtet. Die Villa ist ein geschütztes Baudenkmal. Im Jahr 2014 stand das Gebäude leer und wurde zum Verkauf angeboten.
Der zweigeschossige Mansardwalmdachbau mit Giebel und Turmerker besitzt reiche Werksteingliederungen. Die Villa im Stil des Neubarock ist mit der Jahreszahl 1905 bezeichnet. Sie wurde für die Familie Schumann, den Besitzern der Porzellanmanufaktur Arzberg, errichtet. 